# Ski pour handicapés aux Jeux olympiques de 1984
Navigation
Édition suivante
Les épreuves de ski pour handicapés aux Jeux olympiques d'hiver de 1984 se sont déroulées à la station alpine de Jahorina, la même piste utilisée pour les épreuves de Slalom Géant féminin.
C'est la première fois que le para-ski intègre le programme olympique comme sport de démonstration. Les médailles ne sont pas comptabilisés dans le classement officiel. Ces quatre épreuves sont un complément aux Jeux paralympiques d'Innsbruck qui se sont déroulées le mois précédent.
La compétition est un slalom géant pour hommes dans quatre catégorie de handicaps : amputé d'une jambe au-dessus du genou, amputé d'une jambe, amputé d'un bras, amputé des deux bras

## Slalom géant: amputé d'une jambe
| Rang | Athlète                 | Temps   |
| ---- | ----------------------- | ------- |
| 1    | Alexander Spitz (FRG)   | 1:08.05 |
| 2    | Reiner Bergman (AUT)    | 1:09.91 |
| 3    | David Jamison (USA)     | 1:10.18 |
| 4    | Michael Hipp (FRG)      | 1:12.15 |
| 5    | Peter Perner (AUT)      | 1:12.32 |
| 6    | Patrick Knaff (FRA)     | 1:12.55 |
| 7    | Chew Philip (CAN)       | 1:12.92 |
| 8    | Greg Oswald (CAN)       | 1:13.81 |
| 9    | Ola Rylander (SWE)      | 1:14.94 |
| 10   | Rajko Strzinar (YUG)    | 1:18.69 |
| 11   | Jordi Faurat Prat (ESP) | 1:24.46 |

## Slalom géant: amputé d'une jambe au-dessus du genou
| Rang | Athlète                | Temps   |
| ---- | ---------------------- | ------- |
| 1    | Markus Ramsauer (AUT)  | 1:02.66 |
| 2    | Josef Meusburge] (AUT) | 1:04.90 |
| 3    | Bill Latimer (USA)     | 1:05.41 |
| 4    | Eugen Diethelm (SUI)   | 1:06.04 |
| 5    | Paul Fournier (SUI)    | 1:07.10 |

## Slalom géant: amputé d'un bras
| Rang | Athlète                   | Temps   |
| ---- | ------------------------- | ------- |
| 1    | Paul Keukomm (SUI)        | 1:02.19 |
| 2    | Dietmar Schweninger (AUT) | 1:03.04 |
| 3    | Rolf Heinzmann (SUI)      | 1:03.25 |
| 4    | Heinz Moser (SUI)         | 1:03.66 |
| 5    | Reed Robinson (USA)       | 1:04.78 |
| 6    | Sreco Kos (YUG)           | 1:05.32 |
| 7    | Franc Komar (YUG)         | 1:08.40 |
| 8    | Stefan Ahacic (YUG)       | 1:10.57 |

## Slalom géant: amputé des deux bras
| Rang | Athlète                  | Temps   |
| ---- | ------------------------ | ------- |
| 1    | Lars Lundstroem (SWE)    | 1:05.09 |
| 2    | Felix Abele (FRG)        | 1:05.91 |
| 3    | Cato Zahl Pedersen (NOR) | 1:06.21 |
| 4    | Niko Mull (FRG)          | 1:06.44 |
| 5    | Felix Gisler (SUI)       | 1:08.38 |